# Српский Крстур
Српський Крстур (Крстур, Сербський Крстур, серб. Српски Крстур) — село в Сербії, належить до громади Новий Кнежеваць Північно-Банатського округу автономного краю Воєводина.
Село розташоване за 600 на схід від річки Тиса.

## Населення
Населення села становить 1 620 осіб (2002, перепис), з них:
- серби — 69,8%
- цигани — 13,6%
- угорці — 9,4%
- югослави — 2,2%,

живуть також хорвати, македонці, чорногорці, українці, словаки, слов'яни-мусульмани, бунєвці, росіяни, румуни та боснійці.